# 北海 (複葉機)
北海（ほっかい）は、小樽新聞社が用いた複葉機。機種は一〇式二号艦上偵察機の民間向け改修機である「三菱式R2.2」。千歳村民によって造成された千歳着陸場に初めて降り立ち、千歳市の空港の歴史の端緒となった航空機である。

## 北海の誕生
1926年（大正15年）、小樽新聞社と北海タイムス（双方ともに北海道新聞の前身）が販売合戦の一環として飛行機の導入を競う過程で、東亜飛行専門学校と伊藤飛行機製作所の協力を得た小樽新聞社は、伊藤音次郎の伝手で日本海軍払い下げの一〇式艦偵を2機入手し、伊藤飛行機製作所で整備を加えるとともに「北海」と命名した。
北海第1号機は完成後、同年8月20日に拠点となる札幌興農園耕地を目指して東京立川からの縦断飛行を行ったが、着陸後のタキシング中に水はけ溝にはまり込み、着陸脚が破壊される事故を起こしている。その後、8月31日には北海第2号機も興農園にて初飛行し、以後北海は宣伝ビラの散布などに使用された。
なお、標準的な三菱式R2.2は複座機だが、北海第1号機はコックピットが3座に改められている。

## 千歳着陸場と北海
1926年8月、北海道鉄道札幌線（現千歳線）開通に伴い、小樽新聞社が千歳にあるサケのふ化場の見学を兼ねた旅行会を企画した。
ところが、千歳には食堂がなかったため、新聞社が村にお茶などを用意できないか依頼したところ、村は昼食の提供まで快諾したため、新聞社は返礼として北海を千歳の上空に飛ばすことを提案した。当時、村民のほとんどは飛行機を見たことがなく、村は着陸してもらえないかと頼んだが、村内に飛行場がなかったためいったん断られた。そこで村民大会を開いて着陸場を整備することになり、まさかりや鍬などの農具を用いて2日間で長さ200 m以上、幅100 mほどの着陸場を造成した。
同年10月22日、酒井憲次郎操縦士ら3人が搭乗する2枚羽のプロペラ機「北海第1号機」が旋回しながらビラをまき、午後1時20分に村民が造った滑走路に着陸した。着陸時には約1万人の観衆が集まり酒井操縦士に花束が渡された。
しかし、この頃には北海はエンジンの不調が恒常化しており、翌1927年（昭和2年）頃には小樽新聞社の航空部は解散に至っている。

## 記念碑及び原寸大模型
千歳市内の空港公園には「村民顕彰の碑」と北海1号機及び酒井憲次郎のブロンズ像があり、毎年10月22日には空港関係者により献花式が行われている。
新千歳空港ビル運営会社である北海道空港が寄贈した北海1号機原寸大模型（全幅12 m、全長7.9 m、全高2.9 m）が蘭越浄水場（蘭越）の管理棟に展示されてきたが、千歳市空港開港100年記念事業実行委員会と千歳市では2025年中に千歳市役所本庁舎ロビーに移設することを決定した。